# Bouwhistorie
Bouwhistorie is de discipline die zich bezighoudt met het materiële onderzoek van gebouwd erfgoed, waarom een gebouw staat waar het staat, waarom het eruitziet zoals het eruitziet en welke waarden dit belichaamt voor heden en toekomst.

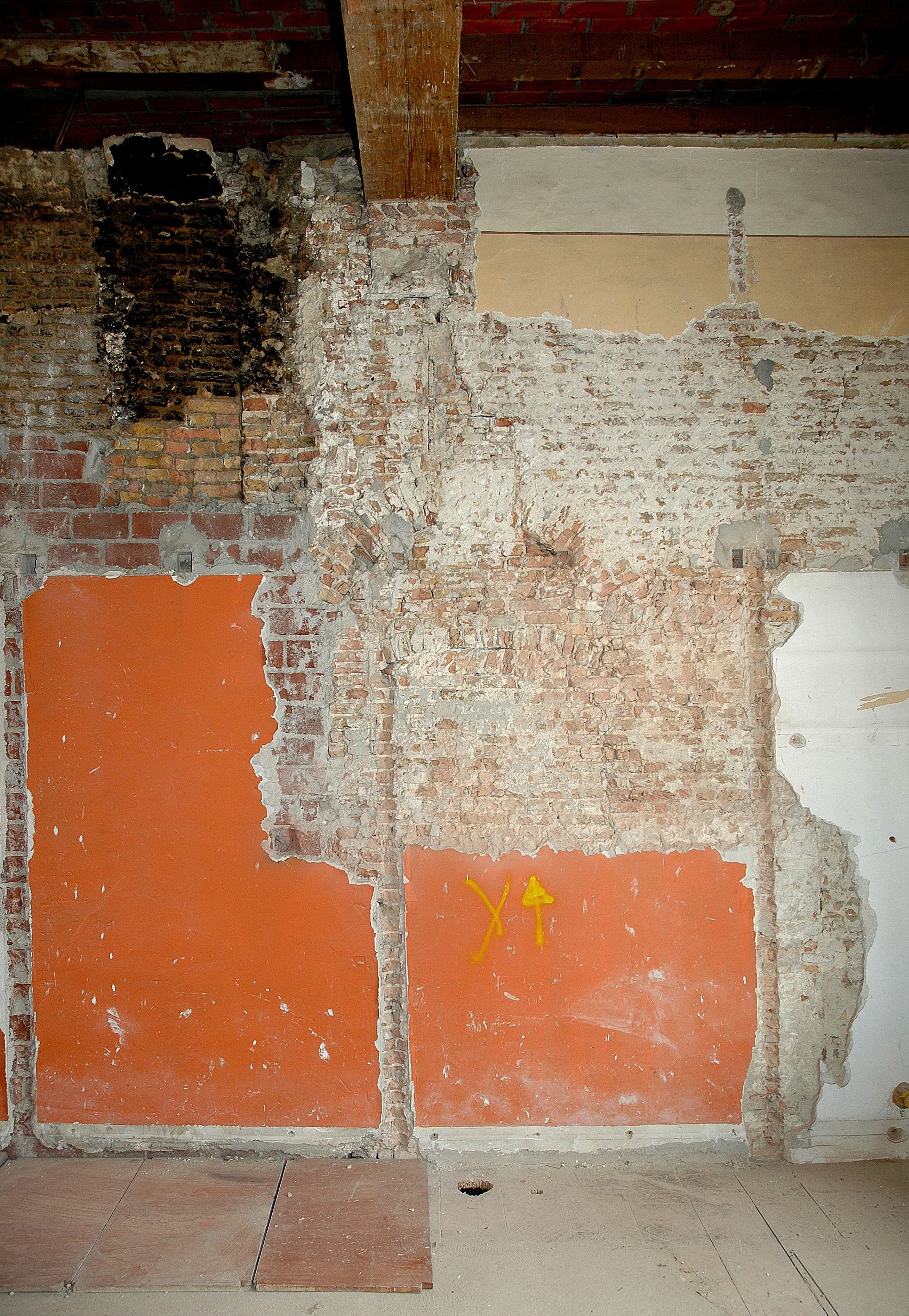
Bouwsporen in een oude muur

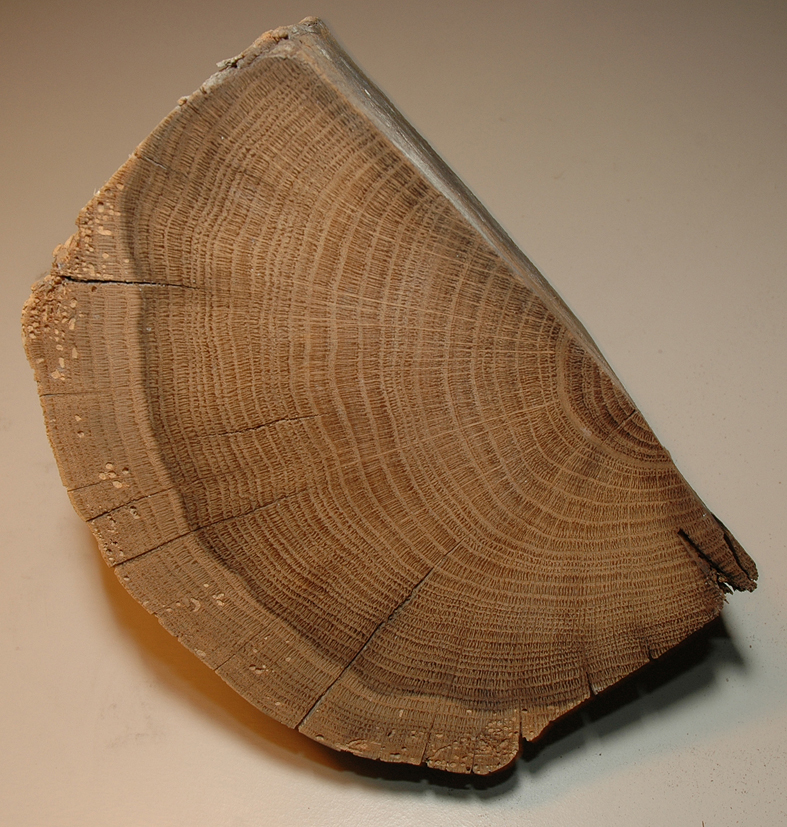
Jaarringenonderzoek, een van de instrumenten van de bouwhistorie

## Bouwhistorisch onderzoek
Bouwhistorici voeren, kort gezegd, bouwhistorisch onderzoek uit. Bij dit onderzoek nemen zij het gebouw of complex van gebouwen tot uitgangspunt. Zij documenteren en analyseren de ontwikkeling daarvan en de onderlinge samenhang op grond van vorm, materialen, constructies en afwerkingen. Daarbij bepalen zij de oorspronkelijk gerealiseerde situatie en de achtereenvolgende bouwkundige aanpassingen. Dit onderzoek geschiedt met kennis van zaken op grond van nauwkeurig onderzoek naar bouwsporen, resulterend in een relatieve chronologie en de bepaling van een aantal bouwfasen. Waar mogelijk wordt dit onderzoek ondersteund door natuurwetenschappelijke gegevens zoals dateringen op basis van dendrochronologie.
Uitgaande van dat wat er nog staat, brengen bouwhistorici het gebouw in relatie met de nog aanwezige schriftelijke bronnen, historische afbeeldingen, ontwerptekeningen en tekeningen van verbouwingen, alsmede met verwante gebouwen, waardoor de ontwikkelingsgeschiedenis wordt getoetst en gepreciseerd. Dit leidt tot een samenhangende duiding van de gebruiksgeschiedenis, passend in een bredere cultuurhistorische context. Voor nadere diepgang kan waar nodig een beroep worden gedaan op verwante vakdisciplines zoals historische geografie, archeologie, bewonersonderzoek en kleur- en interieuronderzoek.

## Waardestelling
Als uitvloeisel van dit onderzoek maken bouwhistorici een waardestelling. Dit betreft zowel een contextuele waardestelling van het onderzochte gebouw ten opzichte van andere vergelijkbare gebouwen, als een intrinsieke waardestelling van de verschillende onderdelen binnen het gebouw zelf. Dat laatste is van wezenlijk belang voor het maken van plannen tot restauratie of herbestemming van bijvoorbeeld een rijksmonument of gemeentelijk monument. Bouwhistorisch onderzoek kan ook een bijdrage leveren aan waarden- en verwachtingskaarten van gebieden, inventarisaties ten behoeve van monumentenlijsten en cultuurhistorische waardeanalyses in het kader van gemeentelijke structuurvisies en bestemmingsplannen.

## Bouwgeschiedenis
Het begrip bouwhistorie wordt ook wel gebruikt in de zin van bouwgeschiedenis. Wellicht is de oorzaak hiervan dat het eerste wat plechtiger overkomt dan het tweede. Toch verdient het aanbeveling om bouwhistorie te hanteren voor de methode en bouwgeschiedenis te gebruiken voor wat die methode blootlegt.